# Paul Bamela Engo
Paul Bamela Engo (* 5. Oktober 1931 in Südkamerun; † 26. April 2010 in Yaoundé) war ein aus Kamerun stammender Jurist. Er war von 1996 bis 2008 Richter am Internationalen Seegerichtshof. Zuvor war er als Dreispringer aktiv und nahm für Nigeria an den Olympischen Spielen 1956 in Melbourne teil, wo er den 17. Platz belegte.
Nach seiner Anwaltszulassung am Inner Temple arbeitete Engo als Anwalt der britischen Krone in Lagos, Nigeria, sowie im südlichen Kamerun. Von 1961 bis 1969 war er Mitglied der Federal Judicial Commission Kameruns. Er vertrat sein Land 1963 in einem Rechtsstreit mit Großbritannien vor dem Internationalen Gerichtshof. Von 1964 bis 1968 war er im auswärtigen Dienst in den Botschaften in Bonn und Washington, D.C. tätig, bevor er in die Ständige Vertretung seines Landes bei den Vereinten Nationen wechselte. Zudem nahm er von 1965 bis 1990 als Ständiger Vertreter Kameruns an den Sitzungen der Generalversammlung der Vereinten Nationen und der 3. UN-Seerechtskonferenz teil.

## Publikationen (Auswahl)
- Pacem in Maribus IX - Introduction of theme : Africa and the law of the sea 1979 (Latein).
- An African perspective on security in the non-proliferation régime. In: Disarmament, a periodic review by the United Nations. Vol. 8 (1) Spring 1984, ISSN 0251-9518, S. 34.